# Persone di cognome Pérez
| Questa pagina contiene informazioni ricavate automaticamente dalle voci biografiche con l'ausilio del template Bio e di un bot. L'aggiornamento è periodico e automatico e ricostruisce completamente la pagina. Se manca una persona in questa lista, sei pregato di non aggiungerla, ma accertati piuttosto che la sua voce biografica contenga il template Bio e che i dati anagrafici siano correttamente compilati. Se il template Bio manca, inseriscilo tu stesso o, in alternativa, metti l'avviso {{tmp\|Bio}} che ne segnala la mancanza. Se i dati riportati sono sbagliati, correggi direttamente la voce biografica; le modifiche saranno visibili in questa lista entro pochi giorni. Per chiarimenti vedi il progetto antroponimi. La lista contiene solo le 75 persone che sono citate nell'enciclopedia e per le quali è stato implementato correttamente il template Bio. Pagina aggiornata al 7 ago 2025. |

Questa è una lista di persone presenti nell'enciclopedia che hanno il cognome Pérez, suddivise per attività principale.

## Allenatori di calcio(1)
- Hugo Ernesto Pérez, allenatore di calcio e ex calciatore salvadoregno (Morazán, n. 1963)

## Allenatori di pallanuoto(1)
- Amaurys Pérez, allenatore di pallanuoto, pallanuotista e personaggio televisivo cubano (Camagüey, n. 1976)

## Ambasciatori(1)
- Abdelkader Pérez, ambasciatore marocchino (Marocco)

## Arbitri di calcio(1)
- Servando Pérez, arbitro di calcio argentino

## Artisti(1)
- Javier Pérez, artista e scultore spagnolo (Bilbao, n. 1968)

## Attori(3)
- José Manuel Martín, attore spagnolo (Casavieja, n. 1924 - † 2006)
- Joel Perez, attore statunitense (Boston, n. 1986)
- Nacho Pérez, attore spagnolo (Madrid, n. 1990)

## Attori teatrali(1)
- Cosme Pérez, attore teatrale spagnolo (Tudela de Duero, n. 1593 - Madrid, † 1672)

## Attrici(1)
- Natalie Pérez, attrice e cantante argentina (Buenos Aires, n. 1986)

## Avvocati(1)
- Juan Bautista Pérez, avvocato e politico venezuelano (Caracas, n. 1869 - Caracas, † 1952)

## Calciatori(32)
- Edder Pérez, ex calciatore venezuelano (San Felipe, n. 1983)
- José Pérez, calciatore uruguaiano (Montevideo, n. 1897 - † 1920)
- José Alberto Pérez, ex calciatore argentino (n. 1947)
- Joshua Pérez, calciatore salvadoregno (Montebello, n. 1998)
- Vicente Francisco Pérez, calciatore argentino
- Alfredo Pérez, calciatore argentino (n. 1924 - † 1994)
- Amado Pérez, ex calciatore paraguaiano (n. 1959)
- Claudio Pérez, ex calciatore argentino (José Clemente Paz, n. 1985)
- Damián Pérez, calciatore argentino (Lanús, n. 1988)
- Facundo Pérez, calciatore argentino (Quilmes, n. 1999)
- Fidel Amado Pérez, ex calciatore paraguaiano (Ypané, n. 1980)
- Franco Pérez, calciatore argentino (Necochea, n. 1998)
- Giovanni Pérez, calciatore venezuelano (San Cristóbal, n. 1974 - † 2022)
- Hugo Pérez, ex calciatore argentino (Avellaneda, n. 1968)
- Ignacio Pérez, calciatore colombiano (Medellín, n. 1934 - † 2009)
- Jordan Pérez, calciatore gibilterriano (Gibilterra, n. 1986)
- Jorge Iván Pérez, calciatore argentino (Tandil, n. 1990)
- Ladislao Pérez, calciatore uruguaiano
- Leonardo Perez, calciatore italiano (Mesagne, n. 1989)
- Leonel Pérez, calciatore argentino (Rafael Castillo, n. 2004)
- Liván Pérez, ex calciatore cubano (n. 1977)
- Mateo Pérez, calciatore argentino (Córdoba, n. 2001)
- Matías Pérez, calciatore argentino (n. 1999)
- Omar Pérez, calciatore uruguaiano
- Pablo Pérez, ex calciatore argentino (Rosario, n. 1985)
- Nehuén Pérez, calciatore argentino (Hurlingham, n. 2000)
- Raúl Adolfo Pérez, calciatore argentino (Buenos Aires, n. 1939 - † 2014)
- Ricardo Pérez, ex calciatore argentino (Buenos Aires, n. 1944)
- Sébastien Pérez, ex calciatore e giocatore di beach soccer francese (Saint-Chamond, n. 1973)
- Tomás Pérez, calciatore argentino (Rafaela, n. 2006)
- Tomás Pérez, calciatore argentino (Rosario, n. 2005)
- Walter Gabriel Pérez, ex calciatore argentino (n. 1998)

## Cantanti(1)
- Ashley Grace, cantante, chitarrista e pianista messicana (Lake Charles, Louisiana, n. 1987)

## Cestiste(2)
- Ashley Pérez, ex cestista e allenatrice di pallacanestro statunitense (Manchester, n. 1994)
- Natacha Pérez, cestista argentina (Godoy Cruz, n. 1991)

## Cestisti(1)
- Dívier Pérez, cestista colombiano (Fonseca, n. 1989)

## Fumettisti(1)
- George Pérez, fumettista statunitense (New York, n. 1954 - Sanford, † 2022)

## Giuristi(1)
- Antonio Pérez, giurista spagnolo (n. 1583 - † 1672)

## Hockeisti su pista(1)
- Toni Pérez, hockeista su pista spagnolo (Oviedo, n. 1990)

## Modelle(3)
- María Rosa Pérez, modella spagnola (n. 1944)
- Marina Pérez, modella spagnola (n. 1984)
- Uma Blasini, modella portoricana (Ponce, n. 1982)

## Pallamanisti(1)
- Ángel Fernández Pérez, pallamanista spagnolo (El Astillero, n. 1988)

## Pallavolisti(1)
- Yamil Pérez, pallavolista portoricano (Guaynabo, n. 1987)

## Pianisti(1)
- Danilo Pérez, pianista e compositore panamense (Panama, n. 1965)

## Pistard(1)
- Walter Pérez, pistard argentino (San Justo, n. 1975)

## Pittori(2)
- Gonzalo Pérez, pittore spagnolo († 1451)
- Matteo Pérez, pittore e incisore italiano (Alezio - Lima, † 1628)

## Politici(1)
- Gonzalo Pérez, politico spagnolo (Segovia, n. 1500 - Madrid, † 1566)

## Pugili(2)
- Pascual Pérez, pugile argentino (Rodeo del Medio, n. 1926 - Buenos Aires, † 1977)
- Alfonso Pérez, ex pugile colombiano (Cartagena de Indias, n. 1949)

## Rapper(2)
- Pitbull, rapper, cantante e attore statunitense (Miami, n. 1981)
- Guaynaa, rapper e cantante portoricano (Caguas, n. 1992)

## Religiose(1)
- María Crescencia Pérez, religiosa argentina (San Martín, n. 1897 - Vallenar, † 1932)

## Rugbisti a 15(1)
- Raúl Pérez, ex rugbista a 15 e allenatore di rugby a 15 argentino (Buenos Aires, n. 1965)

## Schermidori(2)
- Jhon Pérez, schermidore venezuelano (n. 1986)
- Jonner Pérez, schermidore venezuelano (n. 1980)

## Soprani(1)
- Ailyn Pérez, soprano statunitense (Chicago, n. 1979)

## Tennisti(1)
- Diego Pérez, ex tennista uruguaiano (Montevideo, n. 1962)

## Teologi(1)
- Antonio Pérez, teologo, filosofo e gesuita spagnolo (Puente la Reina, n. 1599 - Corral de Almaguer, † 1649)

## Trovatori(1)
- Abril Pérez, trovatore spagnolo

## Wrestler(3)
- Melina, wrestler e modella statunitense (High Desert, n. 1979)
- Eric Pérez, wrestler portoricano (Porto Rico, n. 1979)
- Miguel Pérez Jr., wrestler portoricano (San Juan, n. 1966)